# Euliphyra
Euliphyra là một chi bướm ngày thuộc họ Lycaenidae.

## Các loài
- Euliphyra hewitsoni Aurivillius, 1899
- Euliphyra leucyania (Hewitson, 1874)
- Euliphyra mirifica Holland, 1890

## Hình ảnh

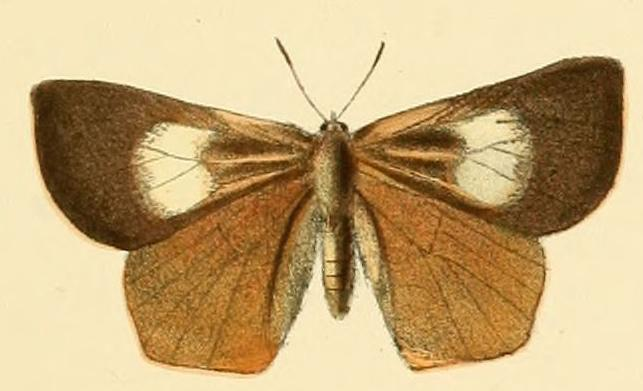